# Salpichroa origanifolia
Salpichroa origanifolia (Lam.) Baill., popularmente conocida como «uvita del campo», «huevo de gallo» o «hierba perdomera», es una especie herbácea perenne de la familia Solanaceae. Se la utiliza como ornamental en algunos países; en otros, en cambio, es una maleza invasora o una mera planta silvestre. Es una buena fuente de néctar para el apiario. En los países de habla inglesa se la conoce como Pampas lily-of-the-valley (‘lirio del valle pampeano’). «lirio del valle» es el nombre vulgar de Convallaria majalis, una especie cuyas flores son blancas y acampanadas como las de Salpichroa origanifolia. 

## Descripción

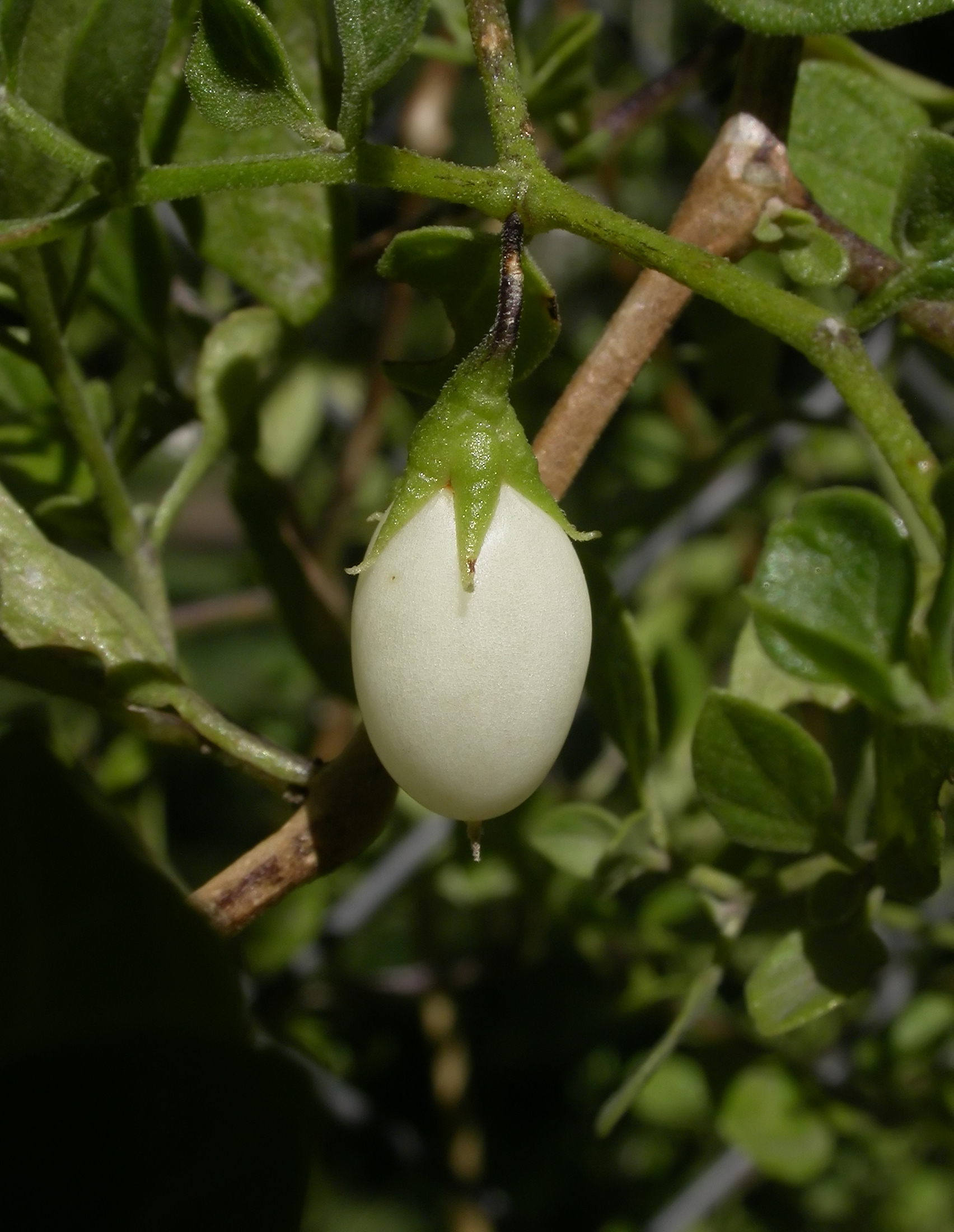
Fruto

Es una hierba perenne, rizomatosa, con tallos débiles, muy ramificados, que yacen sobre el suelo o sobre otras plantas. Las hojas son redondeadas. Las flores son pequeñas, campanuladas, blancas, de 1-1,5 cm y nacen en las axilas de las hojas. El fruto es una baya, ovoide, de 2 cm de longitud, que emblanquece al madurar; tiene sabor dulce (recuerda al de la uva, a lo que alude uno de sus nombres vulgares) y es comestible. 
Es originaria del sur de Brasil, noreste de Argentina, centro de Chile, Uruguay y Paraguay; prospera en áreas modificadas, en cercos y en jardines abandonados. Se puede convertir en una maleza con bastante facilidad. Florece en verano y fructifica en otoño. 